# Blondes Gift
Blondes Gift è un film muto del 1919 diretto da Hubert Moest.

## Produzione
Il film fu prodotto dalla Maak-Film di Lipsia.

## Distribuzione
Il film fu presentato a Berlino il 28 agosto 1919.